# Emil Schmid-Kerez
Johann Emil Schmid-Kerez  (* 6. April 1843 in Eglisau; † 6. Januar 1915 in Zürich) war ein Schweizer  Architekt.
Schmid-Kerez absolvierte seine Ausbildung zum Architekten in den Jahren 1860–1863 bei Gottfried Semper am eidgenössischen Polytechnikum in Zürich. Nach drei Jahren Berufstätigkeit, u. a. in Burgdorf und Mühlhausen, studierte er erneut von 1866 bis 1869 an der Pariser École des Beaux-Arts und bei Charles-Auguste Questel in Paris und Versailles. Zurück in Zürich, eröffnete er 1872 sein eigenes Büro. Viele öffentliche Bauten, Geschäftshäuser und Villen vor allem im Stil der Neurenaissance wurden unter seiner Leitung gebaut: in den Jahren 1874–1877 das Bürgerasyl, zwischen 1880 und 1881 das Wohn- und Geschäftshaus Kappelerhof an der Bahnhofstrasse, 1881 die Quaibrücke, in den Jahren 1895–1898 das eidgenössische Postgebäude. Der herrschaftliche Palais Henneberg am Alpenquai (erbaut 1896–1900, abgebrochen 1969) wurde sein erstes Bauwerk im Stil des Neubarocks.
Er war ab 1873 verheiratet.

## Werke (Auswahl)

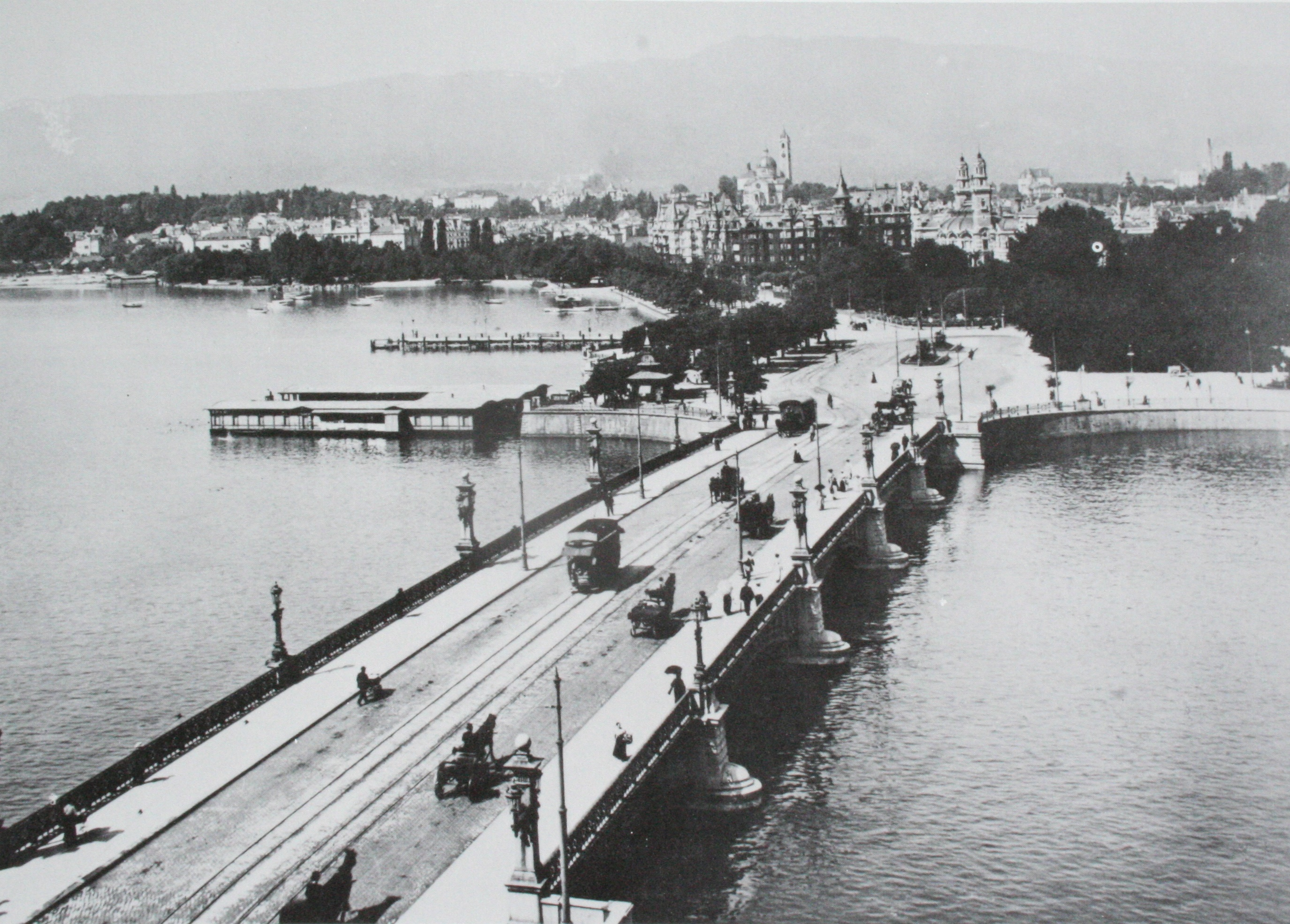
Quaibrücke, Zürich um 1890

- Grand-Hotel und Kurhaus, Zürich Üetliberg (Ägerten) 1875 (1943 abgerissen)
- Gasthaus Uto-Kulm, Zürich Üetliberg 1874–75 (1878 abgebrannt)
- Bürgerasyl, Zürich 1874–77
- Villa Sulzer-Grossmann, Winterthur 1876–77
- Bundeshaus Ost, Wettbewerb, Bern 1877, 2. Preis
- Kappelerhof, Zürich 1879–81
- Geschäftshaus Henneberg, Zürich 1881 (1960 abgerissen)
- Quaibrücke, Zürich 1882–84 (mit Holzmann & Cie als Generalunternehmer und Benckiser)
- Villa Schmid-Kerez, Zürich 1896.
- Fraumünsterpost, Zürich 1897.
- Palais Henneberg, Zürich 1896–1900 (1969 abgerissen)